# ローズベイカントリークラブ
ローズベイカントリークラブ（Rosebay Country Club）は、群馬県安中市小俣にかつて存在したゴルフ場である。

## 概要
ローズベイカントリークラブは、株式会社ビックカメラグループの株式会社サンエー開発がゴルフ場経営に乗り出したことに始まる。コース設計は安田幸吉が、造成工事は北村東信株式会社が行い、1975年（昭和50年）7月20日、18ホール規模で開場した。コースは、群馬県南西部、安中市の郊外に、自然の地形を生かしたなだらかな丘陵地に、変化と独創性に富んだ丘陵コースである。女子プロゴルフのメジャートーナメント、日本女子オープンゴルフ選手権競技が開催され、また、全国高等学校ゴルフ選手権など全国規模の競技大会が開催され、ジュニアゴルファーに指導的な活動を行った。
2001年（平成13年）9月、造成工事を行い経営上の関係会社でもある北村東信が破産宣告、2002年（平成14年）7月、ビックカメラ・新井隆二の資産管理会社が買収、同年9月、サンエー開発が特別清算を申請した。
2012年（平成24年）9月、ビックカメラ・新井隆司の個人企業が出資する株式会社クリーンエネルギー研究所は、ビックカメラが経営するローズベイカントリークラブの余剰地と安中市所有地を利用して、出力4,200キロワットのメガソーラーを建設することを表明。年間発電量は約420万ＫＷ時で、一般家庭1,100世帯分に相当し、全量を東京電力ホールディングス株式会社に売電する。
2016年（平成28年）9月30日、「ローズベイカントリークラブ」は閉鎖された。2018年（平成30年）3月24日、ゴルフ場が閉鎖された後のメガソーラ建設現場の状況。

## 所在地
〒379-0105 群馬県安中市小俣1037番地

## コース情報
- 開場日 - 1975年7月20日
- 設計者 - 安田 幸吉
- 面積 - 1,000,000m2（約30.2万坪）
- コースタイプ - 丘陵コース
- コース - 18ホールズ、パー72、6,789ヤード、コースレート71.6
- グリーン - 2グリーン、ベント（ペンクロス）
- プレースタイル - キャディ・セルフ選択可
- 練習場 - 無し
- 休場日 - 毎週木曜日、12月31日、1月1日[8]

## ギャラリー
- コース - 「ローズベイカントリークラブ」、コースレイアウト、ゴルフダイジェスト、2020年10月30日閲覧

## 交通アクセス
- 鉄道 - 北陸新幹線 - 安中榛名駅よりタクシー利用 約5分
- 道路 - 上信越自動車道 - 松井田妙義ICより 14km 約25分[9]

## メジャー選手権
- 1978年（昭和53年） - 第11回 日本女子オープンゴルフ選手権競技大会[10]

## 関連文献
- 『ゴルフ場ガイド 東版』2006-2007、「ローズベイカントリークラブ（群馬県）」、東京 ゴルフダイジェスト社、2006年5月、2020年10月30日閲覧